# Castanyada
La Castanyada és una festa popular dels Països Catalans, especialment a Catalunya. Se celebra el dia de Tots Sants, si bé darrerament és freqüent desplaçar-ne la celebració a la vigília d'aquesta diada, el vespre del 31 d'octubre.
Com el halloween dels països anglosaxons, o el Magosto de les terres asturianes, lleoneses o gallegues, o també el Samhain (Cap d'Any celta), la castanyada catalana prové d'una antiga festa ritual funerària. Consisteix en un àpat en què es mengen castanyes, panellets, moniatos i fruita confitada. La beguda típica de la Castanyada és el moscatell. Pels volts d'aquesta celebració, les castanyeres venen al carrer castanyes torrades i calentes, i generalment embolicades en paperines o cucurulls de paper de diari que al País Valencià anomenen mesures. A Occitània també se celebra la castanyada (castanhada), però no pas associada al dia de Tots Sants, sinó com una celebració o festa de tardor.

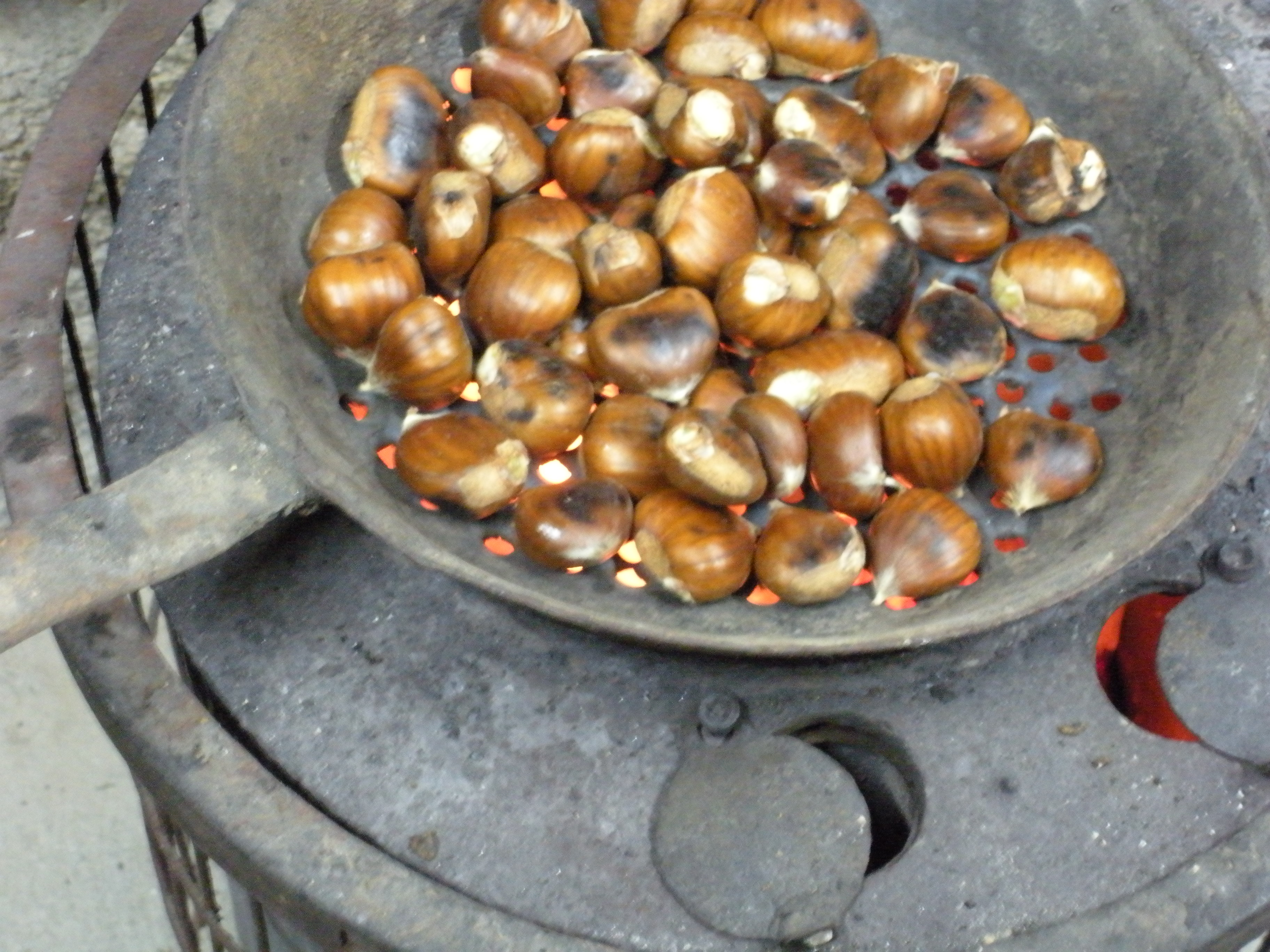
Castanyes al foc.

## Història
La Castanyada s'origina a finals del segle xviii i deriva dels antics àpats funeraris, en què no se servien altres menges que llegums i fruita seca i els pans votius de l'ofrena als difunts en els funerals, més popularment, panets, panellets o panellons. L'àpat tenia un sentit simbòlic de comunió amb les ànimes dels difunts: tot torrant les castanyes, es resaven les tres parts del rosari pels difunts de la família.
| «                    | Tanmateix, de tot l'univers animista de creences temoroses envers els morts i la vida d'ultratomba, comú a moltes religions i cultures, només suma avui en la nostra cultura popular l'àpat festiu tradicional de panellets i la flaire fumejant que escampen, als carrers i les places de les viles i ciutats, les típiques parades amb el fogó de torrar castanyes, mentre les castanyeres pregonen: "Calentes i grosses! Qui en vol, ara que fumen?" | » |
| — Joan Soler i Amigó | |   |

## Figura de la Castanyera

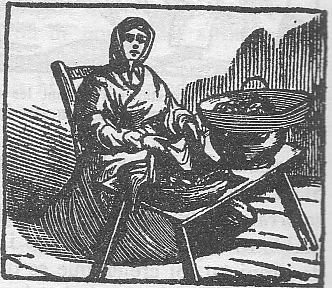
La castanyera segons una auca vuit-centista.

Se sol representar amb la figura d'una castanyera: una dona vella, vestida amb roba pobra d'abrigar i un mocador al cap, davant d'un torrador de castanyes, que ven al carrer. Abans duien faldilles de sargil molt amples i folrades, amb davantal de cànem i llana. Al cap també podien dur una caputxa blanca de llana, molt llarga, que els arribava fins més avall de mitja faldilla, lligada al coll i a la cintura. El bagatge de les castanyeres era també ben diferent del d'ara. Empraven fogons de terrissa semblants a una copa, i així eren anomenats. Encara avui a Girona s'anomena La Copa l'espai que ocupen les castanyeres a la Fira de Sant Narcís. Donaven vuit castanyes per un «quarto», equivalent a tres cèntims de la nostra moneda. Les castanyeres anunciaven llur indústria amb un crit especial que deia: 
| « | Calentes i grosses; qui en vol, ara que fumen? | » |

La mainada, per fer-les enfadar, cridava: 
| « | Petites i dolentes; de les vuit, set de pudentes. | » |

## La tradició
En els dies compresos entre l'1 de novembre (Tots Sants) i l'11 de novembre (Sant Martí) (pot celebrar-se, també en dates pròximes), se sol celebrar aquesta festa on no falten les castanyes torrades al foc, el vi novell i els xoriços.
La festa consisteix a encendre una foguera i, un cop hi ha brases, s'hi col·loca a sobre un cilindre metàl·lic amb forats a la base, anomenat tambor o, en algunes zones, tixolo. Sobre aquest recipient, o un altre per l'estil, s'estenen les castanyes a les quals prèviament se'ls ha realitzat un tall en un extrem perquè no saltin o explotin. Un cop cuites es pelen i es mengen.
És corrent ensutjar la cara amb les restes de la foguera, saltar les fogueres, ja que porta sort així com realitzar diferents jocs tradicionals, explicar contes i cantar cançons populars.